# Tabáni eperfa
A tabáni eperfa Budapest I. kerületében, a Tabánban található Tabáni Botanikai Tanösvény egyik fája, feltehetően az ország egyik legöregebb eperfája.

## Története
Nem lehet pontosan tudni, mikor ültették, korát 200-250 évesre datálják, de egyes források szerint akár 300 éves is lehet. A Vasárnapi Ujság 1909-ben azt írta a Tabánban található eperfákról: „Egy-két ilyen törökös vonatkozásra mutató házon kívül a törökvilág emlékeinek más hírmondói a fákon kívül itt már alig vannak. Ezek között is csak kettő olyan, melyről egészen biztosan meg lehet méretei után állapítani, hogy gyökereit három-négy század előtt, talán valamely jámbor török rokonunk bocsátotta a föld alá. Eperfa mind a kettő, egyik a Kör-utcza 17. számú ház udvarán, nyolcz-kilencz, a törzsből kinyúló vastag ággal, melyek az egész udvart betöltik. A másik török világbeli eperfa a Kőműves-utcza 11. számú ház udvarán látható”. 
A közhiedelem szerint a fát törökök ültették, valószínűbb azonban, hogy Mária Terézia idejében, aki epreskerteket telepíttetett az országba, selyemhernyó-tenyésztés ötlete nyomán. Egy 1771-es jelentés szerint a Tabánban biztosan ültettek eperfákat. Az öreg eperfa egykoron egy ház udvarán állt, a kerítés felett a lombja az egykori Kőmíves lépcső felé terült el, melyet régi fotók igazolnak. A mai lépcső pár tíz méterrel arrébb található, mint akkoriban, így a fa a lépcső másik oldalára esik.
A fa 2021-ben nem jó állapotban volt, védelemre szorult. A tanösvényen tábla figyelmezteti az arra járókat, hogy ágaira felmászni nem szabad.

## Mentési munkálatok
2021 áprilisában megkezdődtek az idős fa mentési munkálatai. 

Saly Noémi fényképei
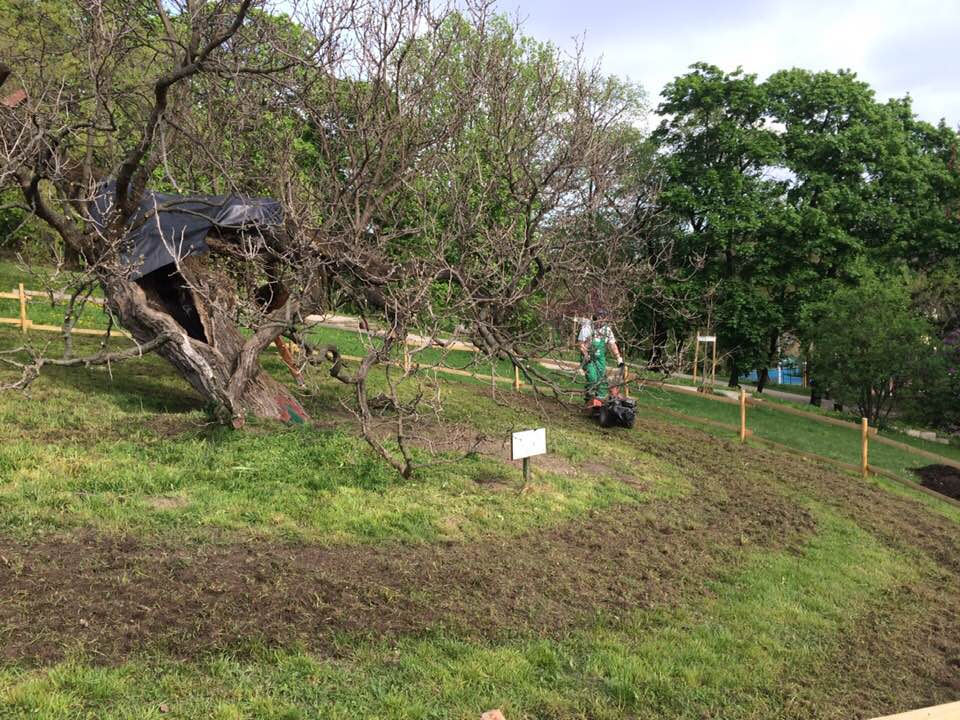
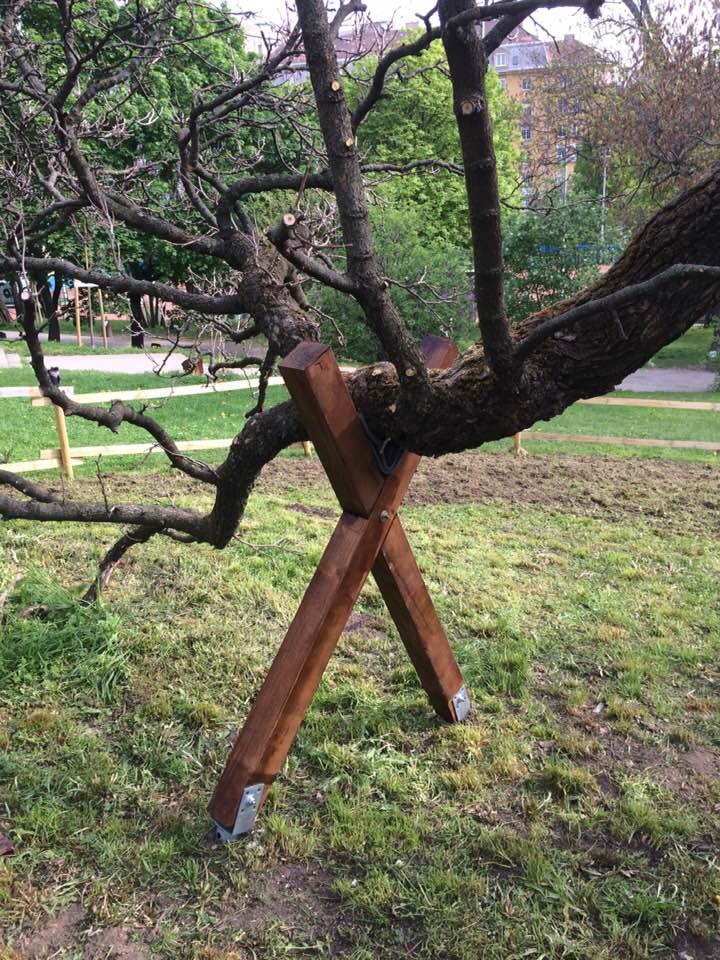
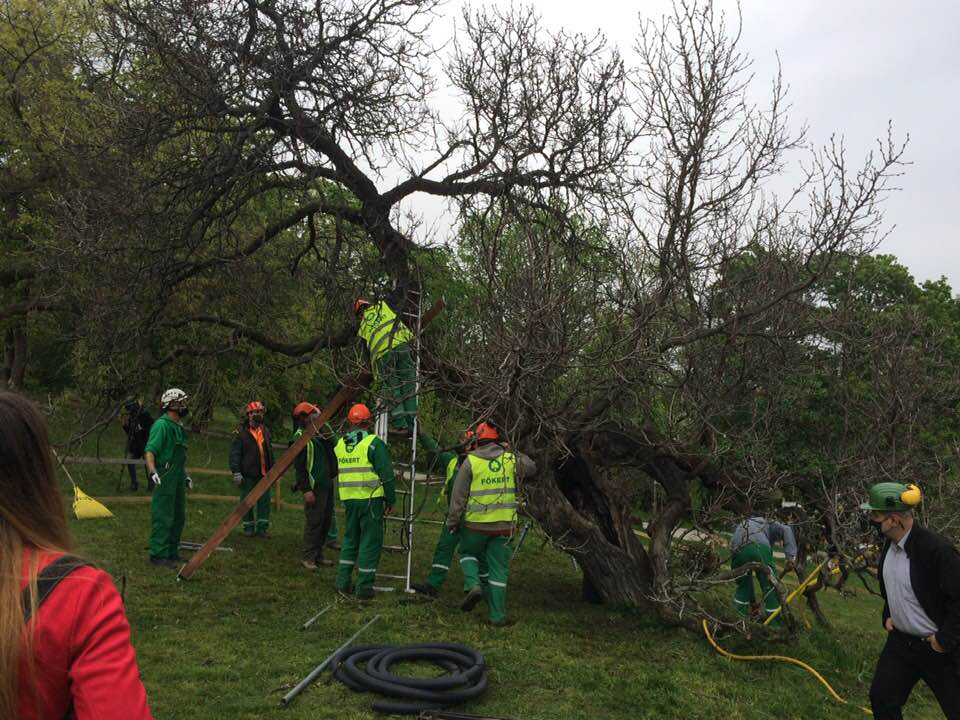